# Ríofrío de Aliste
Ríofrío de Aliste är en ort i Spanien.   Den ligger i provinsen Provincia de Zamora och regionen Kastilien och Leon, i den nordvästra delen av landet, 260 km nordväst om huvudstaden Madrid. Ríofrío de Aliste ligger 795 meter över havet och antalet invånare är 1 008.
Terrängen runt Ríofrío de Aliste är platt söderut, men norrut är den kuperad. Runt Ríofrío de Aliste är det glesbefolkat, med 9 invånare per kvadratkilometer. Närmaste större samhälle är Alcanizes, 19,1 km sydväst om Ríofrío de Aliste. 